# 315e escadrille de chasse polonaise
La 315e escadrille de chasse polonaise, dite également de « Dęblin » (en polonais : 315 Dywizjon Myśliwski „Dębliński”) est une escadrille de chasse dont les pilotes polonais combattaient au sein de la Royal Air Force durant la Seconde Guerre mondiale.

Écusson du 315

## Histoire
L'escadrille est formée le 21 janvier 1941 à Acklington. L'unité hérite les traditions de la 112e escadrille chasse du III/1 de Varsovie. Le nom de Dęblin lui est donné en hommage à la ville où se situe l'École Supérieure des Officiers de l'Armée de L'Air. Le 13 mars 1941 la 315e est transférée à la base de Speke d'où elle réalise des missions d'escorte de convoi en mer.
En juillet, l'escadrille déménage à la base de Northolt, reçoit des Spitfire et commence des vols au-dessus de l'Europe occupée. La première victoire de la 315e est remportée le 9 août, deux Bf 109 sont abattus, trois détruits probablement et trois autres endommagés.
Durant le conflit l'escadrille a été délocalisée à plusieurs reprises. Le 26 mars 1944 les Spitfire sont remplacés par des
P-51 Mustang. La 315e défend le sud de l'Angleterre contre les bombes volantes V1 et participe à la Bataille de Normandie. 
Le 18 août 1944 près de Beauvais, les 12 Mustangs de la 315e engagent le combat avec 60 chasseurs allemands de JG2 et JG26, ils en abattent 16, un probablement et endommagent trois. Malheureusement, les Polonais subissent une perte, le commandant Horbaczewski qui périt au combat.
L'épopée de la 315e escadrille de chasse polonaise s'achève le 6 décembre 1946, jour de sa dissolution.

## Commandants
Commandants

### Commandants britanniques
- s/ldr H. D. Cooke

### Commandants polonais
- 21 janvier 1941 - 21 septembre 1941 - commandant Stanisław Pietraszkiewicz
- 22 septembre 1941 - 8 octobre 1941 - capitaine Władysław Szczęśniewski
- 9 novembre 1941 - 6 mai 1942 - commandant Stefan Janus
- 7 mai 1942 - 25 septembre 1942 - commandant Mieczysław Wiórkiewicz
- 26 septembre 1942 - 16 avril 1943 - capitaine Tadeusz Sawicz
- 17 avril 1943 - 15 février 1944 - capitaine Jerzy Popławski
- 16 février 1944 - 18 août 1944 - capitaine Eugeniusz Horbaczewski
- 19 août 1944 - 6 avril 1945 - capitaine Tadeusz Andersz
- 7 avril 1945 - février 1946 - capitaine Władysław Potocki
- février 1946 - 6 décembre 1946 - capitaine Janusz Siekierski

## Pilotes
- Michał Cwynar
- Jakub Bargiełowski
- Stanisław Blok
- Henryk Pietrzak
- Aleksander Chudek
- Jan Falkowski
- Francis Gabreski

## Équipements
Équipements,,
- Hawker Hurricane Mk-I - depuis février 1941
- Supermarine Spitfire Mk-IIA et IIB - depuis le 15 juillet 1941
- Supermarine Spitfire Mk-VA, VB et VC - depuis le 1er décembre 1941
- Supermarine Spitfire Mk-IXC et Mk-IXB - depuis le 1er octobre 1942
- Supermarine Spitfire Mk-VB - depuis le 1er juin 1943
- North American Mustang Mk-III (désignation par la RAF des P51B et P51C) - depuis le 26 mars 1944

## Bases
- 8 janvier 1941 - Acklington
- 13 mars 1941 - Speke
- 14 juillet 1941 - Northolt
- 1er avril 1942 - Woodvale
- 5 septembre 1942 - Northolt
- 2 juin 1943 - Hutton Cranswick
- 6 juillet 1943 - Ballyhalbert
- 13 septembre 1943 - Heston
- 1er avril 1944 - Coolham
- 22 juin 1944 - Homsley South
- 26 juin 1944 - Ford
- 10 juillet 1944 - Brenzett
- 10 octobre 1944 - RAF Andrews Field
- 30 octobre 1944 - Peterhead
- 16 janvier 1945 - Andrews Field
- 10 août 1945 - Coltishall

## Victoires
| 1940-1945                 | Résultats |
| ------------------------- | --------- |
| Victoires certaines       | 86 1/3    |
| Probables                 | 18        |
| Avions ennemis endommagés | 26        |